# Гарпер (Техас)
Гарпер (англ. Harper) — переписна місцевість (CDP) в США, в окрузі Гіллеспі штату Техас. Населення — 1332 особи (2020).

## Географія
Гарпер розташований за координатами 30°15′58″ пн. ш. 99°16′23″ зх. д. / 30.26611° пн. ш. 99.27306° зх. д. (30.265987, -99.272920).  За даними Бюро перепису населення США в 2010 році переписна місцевість мала площу 146,73 км², з яких 146,52 км² — суходіл та 0,21 км² — водойми.

## Демографія
Згідно з переписом 2010 року, у переписній місцевості мешкали 1192 особи в 484 домогосподарствах у складі 361 родини. Густота населення становила 8 осіб/км².  Було 624 помешкання (4/км²).
Расовий склад населення:
| - 91,8 % — білих - 1,1 % — корінних американців - 0,3 % — чорних або афроамериканців - 0,1 % — азіатів - 4,6 % — осіб інших рас |

До двох чи більше рас належало 2,1 %. Частка іспаномовних становила 11,4 % від усіх жителів.
За віковим діапазоном населення розподілялося таким чином: 24,6 % — особи молодші 18 років, 56,6 % — особи у віці 18—64 років, 18,8 % — особи у віці 65 років та старші. Медіана віку мешканця становила 45,2 року. На 100 осіб жіночої статі у переписній місцевості припадало 93,5 чоловіків;  на 100 жінок у віці від 18 років та старших — 92,5 чоловіків також старших 18 років.
Середній дохід на одне домашнє господарство  становив 58 498 доларів США (медіана — 42 250), а середній дохід на одну сім'ю — 66 887 доларів (медіана — 52 500). За межею бідності перебувало 10,9 % осіб, у тому числі 13,2 % дітей у віці до 18 років та 8,5 % осіб у віці 65 років та старших.
Цивільне працевлаштоване населення становило 433 особи. Основні галузі зайнятості: освіта, охорона здоров'я та соціальна допомога — 31,2 %, будівництво — 16,9 %, сільське господарство, лісництво, риболовля — 14,8 %.